# Carlo Lari
Carlo Lari (Firenze, 1881 – Milano, 30 aprile 1958) è stato un regista, critico teatrale e scrittore italiano.

## Biografia
Dopo aver completato gli studi, Lari preferì dedicarsi al giornalismo invece della carriera diplomatica, collaborando con numerosi quotidiani, tra i quali, il Giornale d'Italia, il Regno, il Nuovo giornale, e successivamente, dal 1924, per quasi vent'anni, con il giornale La sera di Milano, dove curò la critica teatrale, caratterizzandosi per la chiarezza e la gentilezza.
Si occupò di numerose attività, tra le quali la scrittura di saggi di critica, come le monografie di Eleonora Duse (1922), del Teatro dannunziano (1927) e del libro Sem Benelli, il suo teatro, la sua compagnia (1928).
Oltre alla scrittura Lari si dedicò alla regia, dapprima a Genova e poi a Milano, dove fondò nel 1953 il Sant'Erasmo, uno dei primi teatri con palcoscenico centrale in Italia e nel mondo.
Carlo Lari è morto il 30 aprile 1958 a Milano.
Nel giugno 1959 Casa Lyda Borelli gli dedicò una targa commemorativa in memoria della sua opera teatrale, del suo impegno e delle sue numerose altre attività.

## Il Teatro Sant'Erasmo
Il Sant'Erasmo fu guidato da Lari per quattro anni e grazie alla collaborazione della cofondatrice Lida Ferro (1915–2012), mise in scena spettacoli che suscitarono grande interesse, prevalentemente nuovi e di differenti generi, valorizzanti soprattutto la parola e caratterizzati dalla grande intensità, grazie al peculiare contatto che l'attore poteva stabilire con il pubblico.
Tra le sue regie menzioniamo: ...Ovvero il commendatore di Federici (premio Idi-Saint Vincent per la miglior regia 1953-1954); Il fratello di Carlo Maria Pensa (1921–2014); L'annuncio a Maria e Le père humilié di Paul Claudel (1868-1955); Isa, dove vai? di Cesare Vico Lodovici (1885–1968), La calzolaia ammirevole di Federico García Lorca (1898-1936); L'altro figlio e Come prima, meglio di prima di Luigi Pirandello (1867–1936); Nora seconda di Cesare Giulio Viola (1886–1958); La moglie saggia di Carlo Goldoni (1707–1793).
Tra le traduzioni e le riduzioni teatrali di opere straniere effettuate da Lari e dalla Ferro, pubblicate su riviste come Il dramma e talvolta messe in scena, si ricordano: Una povera figliuola (dopo il 1909) di Georges Courteline (1858–1929); Le scale del palazzo (dopo il 1939) di Jean Sarment (1897–1976); R.D.O. Ragazzi di oggi (dopo il 1943) di Roger Ferdinand (1898–1967); Nuovi inquilini al sesto piano (1946) di Alfred Jarry (1873-1907); Il signor de Falindor (1948) di George Manoir; Frou frou (1955) di Henri Meilhac (1831–1897) e Ludovic Halévy (1834–1908); Mal d'amore (dopo il 1955) di Marcel Achard (1899–1974).
Il Teatro Sant'Erasmo fu progettato nel 1953 da Carlo Lari e da Lyda Ferro assieme agli architetti Carlo De Carli e Antonio Carminati in uno scantinato milanese, con uno stile vicino all'avanguardia dei primi del Novecento, e caratterizzato dal palcoscenico centrale e la forma geometrica dell'ottagono preferita a quella del cerchio.
L'avanguardia venne evidenziata dai progettisti anche dalla scelta originale di materiali e colori come il fustagno rosso delle pareti, il giallo dei legni e il blu delle sedute e dei tendaggi.